# Orisa
Orisa (hindi ओड़िशा, trb.: Oriśa, trl.: Oṛiśā; orija ଓଡ଼ିଶା, trb.: Oriśa, trl.: Oṛiśā; ang. Odisha; do 2011 hindi उड़ीसा, trb.: Urisa, trl.: Uṛīsā; ang. Orissa) – jeden ze stanów Indii położony we wschodniej części kraju, nad Zatoką Bengalską. Głównymi miastami poza stolicą są: Katak i Puri.

## Geografia
Większą część terytorium zajmuje Wyżyna Dekan. Najwyżej wznosi się masyw Simlipali. Jego najwyższy szczyt, Meghasani, osiąga 1165 m n.p.m. Największą rzeką jest Mahanadi, której delta zajmuje dużą część powierzchni stanu. Orisa leży w strefie klimatu zwrotnikowego pośredniego, o odmianie monsunowej. Lasy, zajmujące 40% powierzchni, obfitują w cenne gatunki drzew (m.in. drzewo tekowe i sandałowe).

## Podział administracyjny
Stan Orisa dzieli się na następujące okręgi:
| 1. Angul 2. Balangir 3. Baleshwar 4. Bargarh 5. Bauda 6. Bhadrak 7. Cuttack 8. Deogarh 9. Dhenkanal 10. Gajapati 11. Ganjam 12. Jagatsinghpur 13. Jajpur 14. Jharsuguda 15. Kalahandi | 1. Kendrapara 2. Kendujhargarh 3. Khordha 4. Koratput 5. Malkangiri 6. Mayurbhanj 7. Nabarangapur 8. Nayagarh 9. Nuaparha 10. Phulabhani 11. Puri 12. Rayagada 13. Sambalpur 14. Sonapur 15. Sundargarh |  |

## Gospodarka

### Przemysł
Orisa jest regionem górniczo-rolniczym. Region ten jest pierwszym w Indiach producentem rud żelaza i manganu. Ponadto prowadzi się wydobycie rud chromu, boksytów i toru.
Intensywnie rozwija się nowoczesny przemysł informatyczny oraz hutnictwo aluminium i żelaza, produkcja stali i przetwórstwo naftowo-chemiczne.
Mimo rozwoju nowocześniejszych gałęzi przemysłu duże znaczenie nadal mają stare: włókiennictwo i przemysł spożywczy.

### Rolnictwo
W ostatnim czasie rolnictwo traci na znaczeniu, choć większość ludzi nadal pracuje w tym dziale. Głównymi uprawami są: ryż, rośliny strączkowe, rośliny oleiste i juta. Hoduje się bydło, bawoły i owce.

## Religia
W regionie tym dochodzi od sierpnia 2008 roku do zamieszek na tle religijnym, które wybuchają na tle działalności hinduskich ekstremistów. W ich wyniku tysiące chrześcijan (szacuje się tę liczbę na 50 000) musiało szukać schronienia w lasach i w strefach zamkniętych. Zanotowano również 200 ofiar śmiertelnych.

## Transport
Główną arterią komunikacyjną jest biegnąca wzdłuż wybrzeża droga z Ćennaju do Kolkaty. Największym portem morskim jest Paradip. Stopniowo wzrasta jednak znaczenie dwóch innych portów: Dhamry i Gopalpuru.

## Turystyka
Orisa jest stanem obfitującym w zabytki. Największym centrum turystyki jest Bhubaneśwar. Znajduje się tam około 150 świątyń pochodzących z VII–XVI wieku. Znana jest zwłaszcza świątynia Lingaradży z XI wieku. Dużymi centrami ruchu turystycznego są ponadto: Puri (znajduje się tu świątynia Śri Mandir z XII i XIII wieku, ponadto odbywa się festiwal Rath Yatra) i Konarak (atrakcją jest zespół zabytkowych świątyń hinduistycznych). Największym kąpieliskiem jest Gopalpur.

## Katastrofy naturalne
W 1999 roku cyklon tropikalny 05B spustoszył wybrzeże Orisy, zabijając około 10 000 osób.